# 八卦楼
八卦楼是清末民初厦门市鼓浪屿笔架山麓的一座建筑。始建于1907年，1920年完工，院落占地面积10,886平方米，建筑面积5,786平方米。建筑主体有三层，还有一个地下层及红色圆顶。2006年起为鼓浪屿风琴博物馆所在地，2021年7月启动修缮工作。2006年，包括八卦楼在内的鼓浪屿近代建筑群被列为第六批全国重点文物保护单位。2017年，“鼓浪屿：历史国际社区”被列入世界遗产名录，八卦楼在保护区内。

## 历史
1895年，台湾林维源举家迁往福建鼓浪屿，林鹤寿为其子侄。在鼓浪屿期间，林鹤寿决定盖一座能纵览全岛的别墅。因救世医院建院时获得过林鹤寿资助，时任救世医院院长郁约翰同意为林鹤寿无偿设计作为回报。
别墅于1907年开始动工，由于资金不足，至1913年仅完成无屋顶的建筑主体。
1922年，厦门旭瀛书院教谕冈本要八郎购得此别墅，1930年起设旭瀛书院商业科。
1938年，日本第5艦隊攻尅厦门岛，大批难民涌入当时为公共租界的鼓浪屿，此处成为临时避难所。1941年，日军进驻鼓浪屿。1942年在此设立厦门日本商业学校。
中华民国的抗日战争结束后，国民政府接收此处。1947年，作为厦门大学新生院的一部分被设为院长周辨明的住所。
中华人民共和国成立后，建筑用途几经变更。1952年，被辟为私立鹭潮美术学校校舍。1958年，厦门市科委迁入，在此开办了中医学校、业余科技学校等。20世纪60年代末，此处又被设为电容器厂，后又被辟为计算机厂、电子研究所等。
1987年，地板和穹顶被全面翻修。
1988年5月5日，厦门市博物馆在此开馆。2006年，厦门市博物馆搬迁，此处改为鼓浪屿风琴博物馆。

## 建筑特点
八卦楼坐西南朝东北，由主体大楼和隔潮层及红色圆顶组成，融合了闽南本土建筑和欧式古典建筑风格。
八卦楼最下层为花岗岩隔潮层兼地下室，四面各有一出口。主体大楼有三层，二层楼顶为大露台，四周砌有女儿墙。隔潮层及主体大楼四端有耳房，使得隔潮层和主体建筑内部呈十字形平面分区。
主体建筑一、二层以十字形内廊被分为四个对称区域，每个区域都有2-3间房，各房与内外廊及相邻房间相通。十字中心区域有直达大楼顶部的天井。
主体建筑三层为八角形平台，其上为红色圆顶。这一设计模仿自伊斯兰建筑岩石圆顶。
八卦楼四周外墙采用转角壁柱，外廊则采用古罗马塔什干柱式。主体大楼一、二层有78根圆形巨柱和4根方柱。石柱为新古典主义风格，柱下则为中式风格的青斗石花瓶雕件。四角使用清水红砖以法式砌法砌筑。